# Emmesomyia collaris
Emmesomyia collaris este o specie de muște din genul Emmesomyia, familia Anthomyiidae. A fost descrisă pentru prima dată de Wulp în anul 1896. Conform Catalogue of Life specia Emmesomyia collaris nu are subspecii cunoscute.